# Milan Ilić
Milan Ilić, ser. Милан Илић (ur. 12 maja 1987 w Kragujevacu) – serbski piłkarz, grający na pozycji obrońcy.

## Kariera piłkarska
W 2006 rozpoczął karierę piłkarską w OFK Beograd, skąd był wypożyczony do trzecioligowej Javora Ivanjica. Latem 2009 przeszedł do Radnički Obrenovac. W lipcu 2010 przeniósł się do Portugalii, gdzie bronił barw CD Santa Clara. Po dwóch latach w 2012 został piłkarzem czarnogórskiego klubu Čelik Nikšić. 28 lutego 2013 podpisał kontrakt z ukraińskim Metałurhiem Zaporoże. Po zakończeniu sezonu 2012/13 opuścił zaporoski klub. 28 lutego 2014 ponownie wrócił do Zaporoża. Latem 2014 po wygaśnięciu kontraktu ponownie opuścił zaporoski klub.